# 绍富尔
绍富尔（法語：Chauffours，法語發音：[ʃofuʁ]）是法国厄尔-卢瓦省的一个市镇，属于沙特尔区。 

## 地理
绍富尔（48°23'43"N, 1°20'48"E）面积7.5 平方千米，位于法国中央-卢瓦尔河谷大区厄尔-卢瓦省，该省份为法国北部内陆省份，北起顺时针与厄尔省、伊夫林省、埃松省、卢瓦雷省、卢瓦-谢尔省、萨尔特省和奧恩省接壤。
与绍富尔接壤的市镇（或旧市镇、城区）包括：巴约勒潘、厄尔河畔诺让、奥莱、厄尔河畔圣乔治。
绍富尔的时区为UTC+01:00、UTC+02:00（夏令时）。

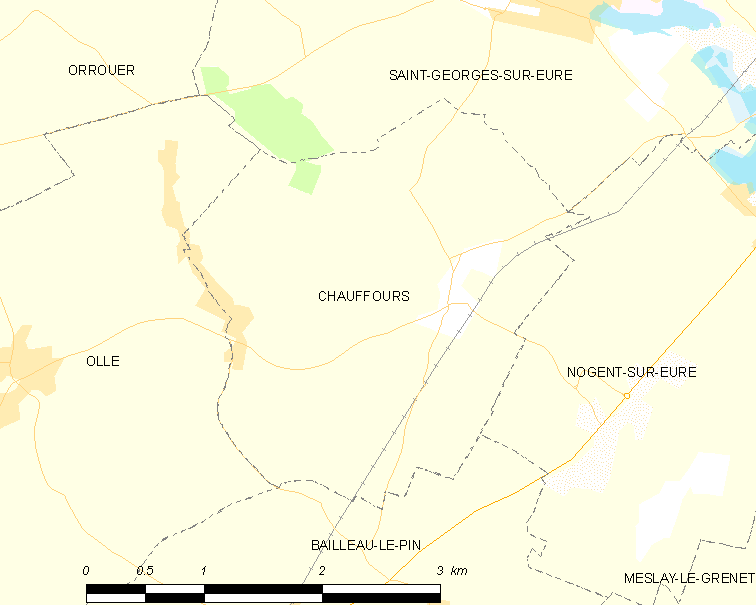
绍富尔的OSM定位图

## 行政
绍富尔的邮政编码为28120，INSEE市镇编码为28095。

## 政治
绍富尔所属的省级选区为伊利耶孔布赖县。

## 人口

1962-2008年间绍富尔人口变化图示

绍富尔于2022年1月1日时的人口数量为290人。